# Djursnäs
Djursnäs är en herrgård i Ösmo socken i Nynäshamns kommun, Stockholms län. Godset som varit säteri har sina rötter i medeltiden, medan den nuvarande huvudbyggnaden är från 1820-talet.

## Historik

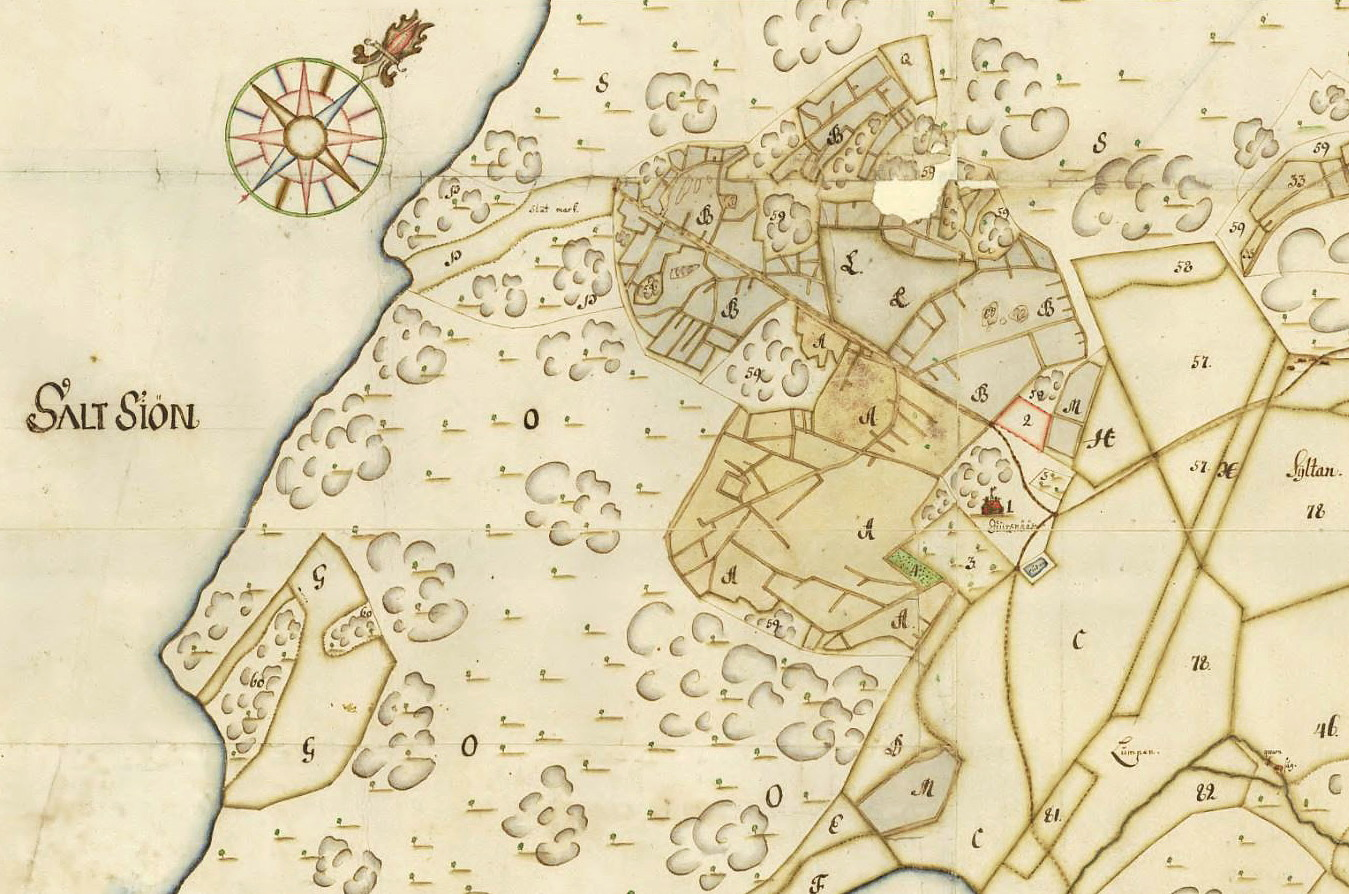
Djursnäs 1705.

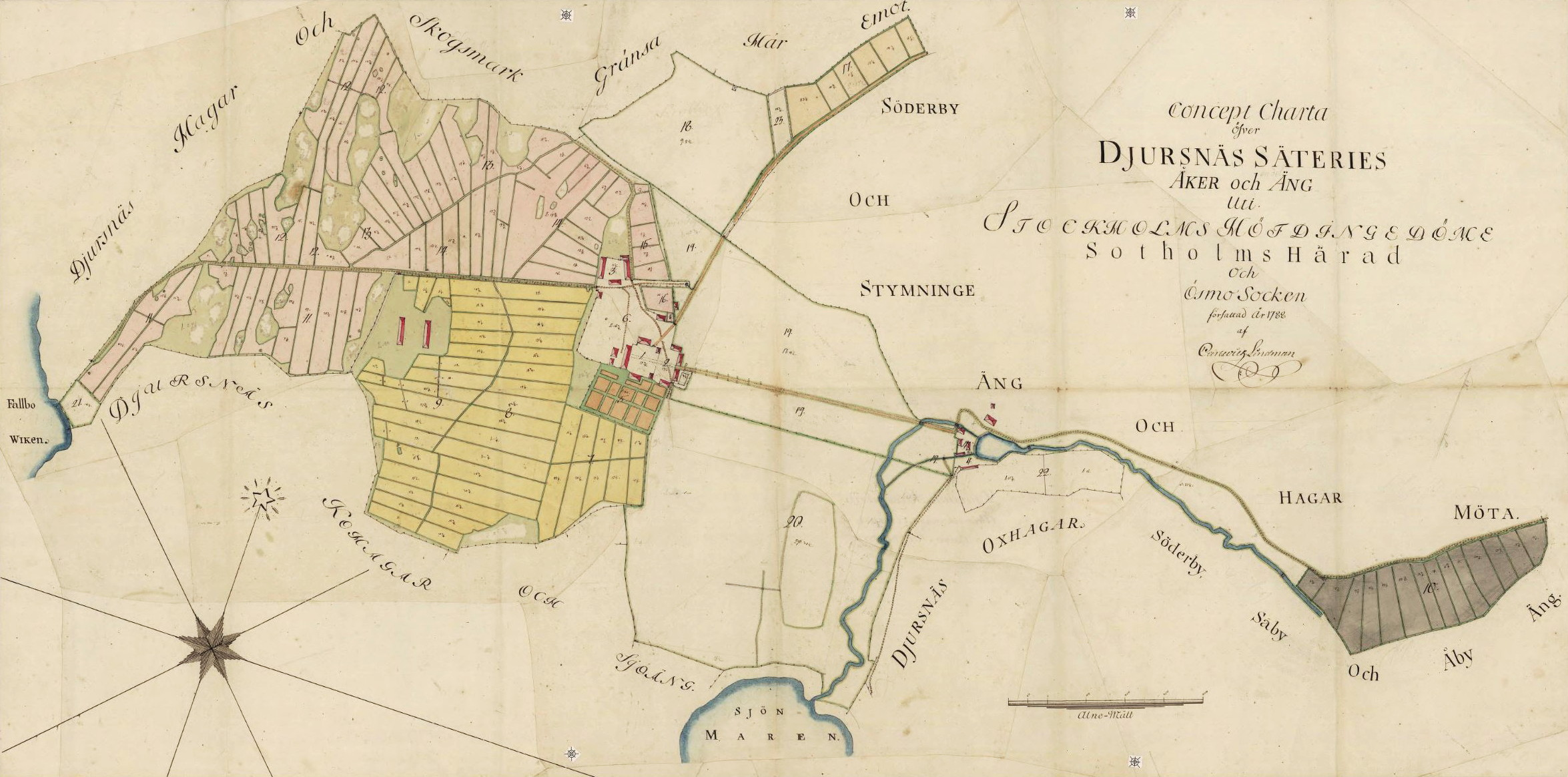
Djursnäs 1788.

Djursnäs var förmodligen under medeltiden ett kyrkligt gods eftersom det 1686 kallades för ”Biskopsgården” och varit ett prebendehemman. Ursprungligen fanns tre hemman,  två benämnda Biskopsgården och ett Djursnäs. Djursnäs var det minsta och kallades 1551 "Djursnäs torp". I början av 1570-talet innehades gården på förläning av Tomas Engelsman och 1573-90 av Johannes Henriksson skrivare. År 1590 fick Helena Gyllenhielm, dotter till Gustaf Vasas son  Magnus och gift med översten Wollmar Yxkull, Djursnäs till ”evärdelig egendom”. Det är dock oklart om paret Yxkull någonsin bodde på egendomen eftersom de ägde även Ogesta gård och Körunda gård i Ösmo socken.
Efter Wollmar Yxkull död 1627 ägdes godset av släkten Yxkull, bland andra av sonen Didrik Yxkull. Under hans tid fanns 25 gårdsarbetare och en särskild gårdspredikant var anställd. Även Wollmar Yxkull d. y. (bror till Didrik Yxkull) var ägare. Han lade ner mycket arbete på godset, bland annat anlade han tolv torp, före hans tid fanns inga torp alls. När de kungliga förläningarna ifrågasattes, drogs Djursnäs med i reduktionen och godset ägdes för en tid av kronan.
I slutet av 1600-talet övergick egendomen till friherre Gustaf Duwall. I samband med rysshärjningarna 1719 brändes gården ner och platsen stod öde under flera år innan en ny gård byggdes. Efter 1772 tillhörde godset bland annat släkten Hildebrand, därefter släkten Löwen (1825) och efter 1850 friherren Trolle-Löwen.
På 1780-talet bestod gårdsanläggningen av mangårdsbyggnaden och flera flygelbyggnader som grupperade sig kring huvudbyggnaden och bildade en innergård. Mot öster och nord sträckte sig alléer som var landsvägen förbi och till gården. De finns fortfarande kvar men landsvägen (väg 573) passerar numera förbi en bit norr om gården. Nuvarande huvudbyggnad i två våningar och empirestil uppfördes 1823-1824. Huset mäter 28x12 meter i plan och är uppfört av timmer och reveterat. Fasaderna delas upp av pilaster och taket är ett valmat och brutet sadeltak. Huset renoverades 1916-1917 och i början av 2000-talet.
På en liten kulle intill huvudbyggnaden står en knuttimrad och panelad fatbur från 1700-talets slut. Taket som är spånklätt kröns av ett åttkantigt torn. Fatburen på Djursnäs är en av de få kvarvarande i Stockholms län. Till godset hör även sjön Maren, belägen sydost om huvudbyggnaden.
De ekonomibyggnader och arbetarbostäder som tillhör gården är från 1800-talet och 1900-talets början. Under 1930-talet fanns ett 30-tal anställda på gården.

## Försäljning
År 2000 sålde ägaren Stockholms stad Djursnäs för 52,8 miljoner kronor som var värderad till 40 miljoner kronor. Då bestod egendomen av den stora mangårdsbyggnaden, åtta bostadshus och nio sommarstugor samt cirka 1 200 hektar skog och åkermark och en 2,5 kilometer lång strandremsa mot Fållnäsviken. Det var det högsta pris Stockholm någonsin fått per hektar för den här typen av egendomar. Köpare blev finansmannen Björn Savéns riskkapitalbolag Industri Kapital. Den tidigare arrendatorn Mats Löfstedt får fortsätta bruka marken på livstid.

## Bilder

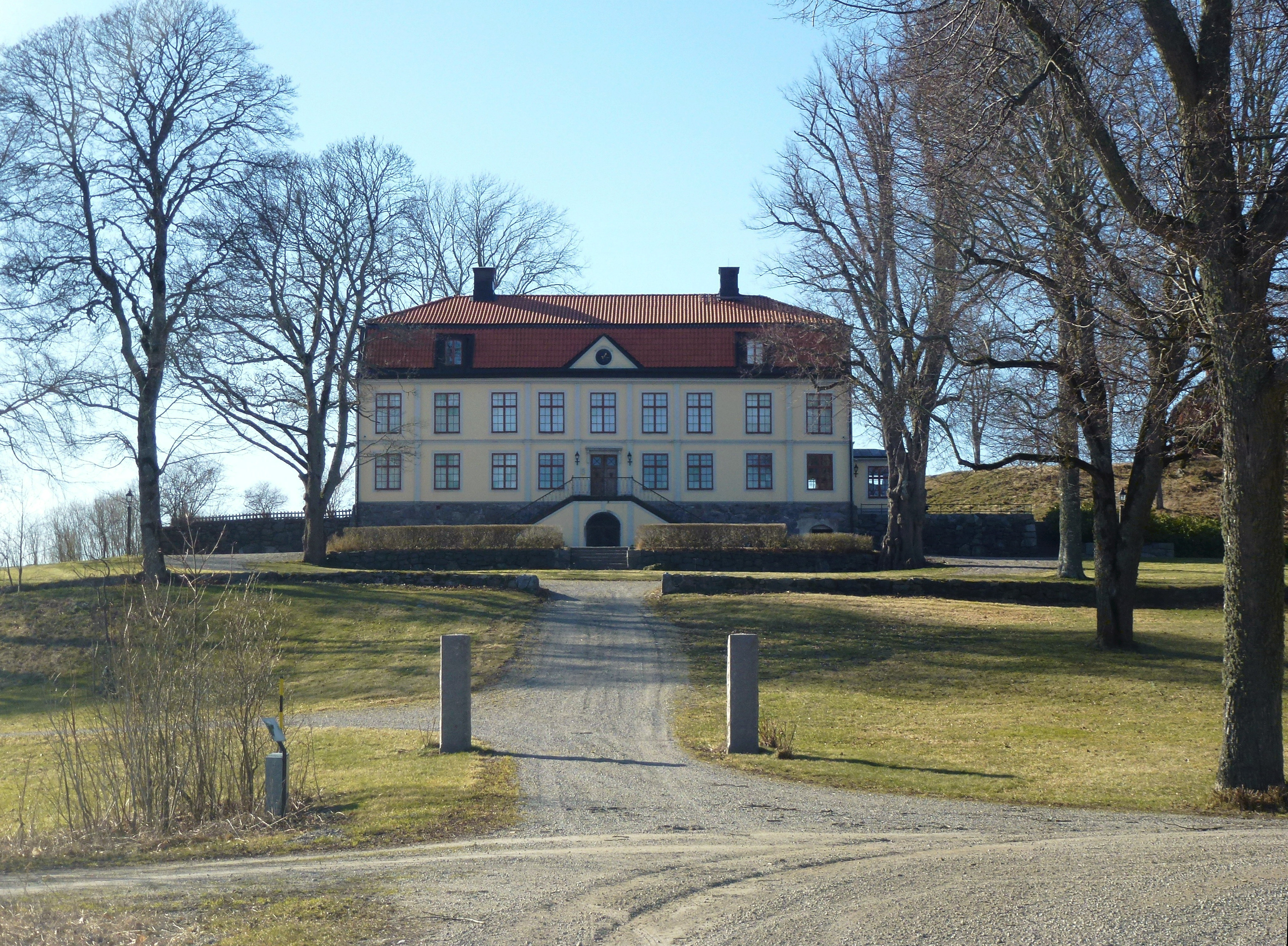
Huvudbyggnad mot nordost
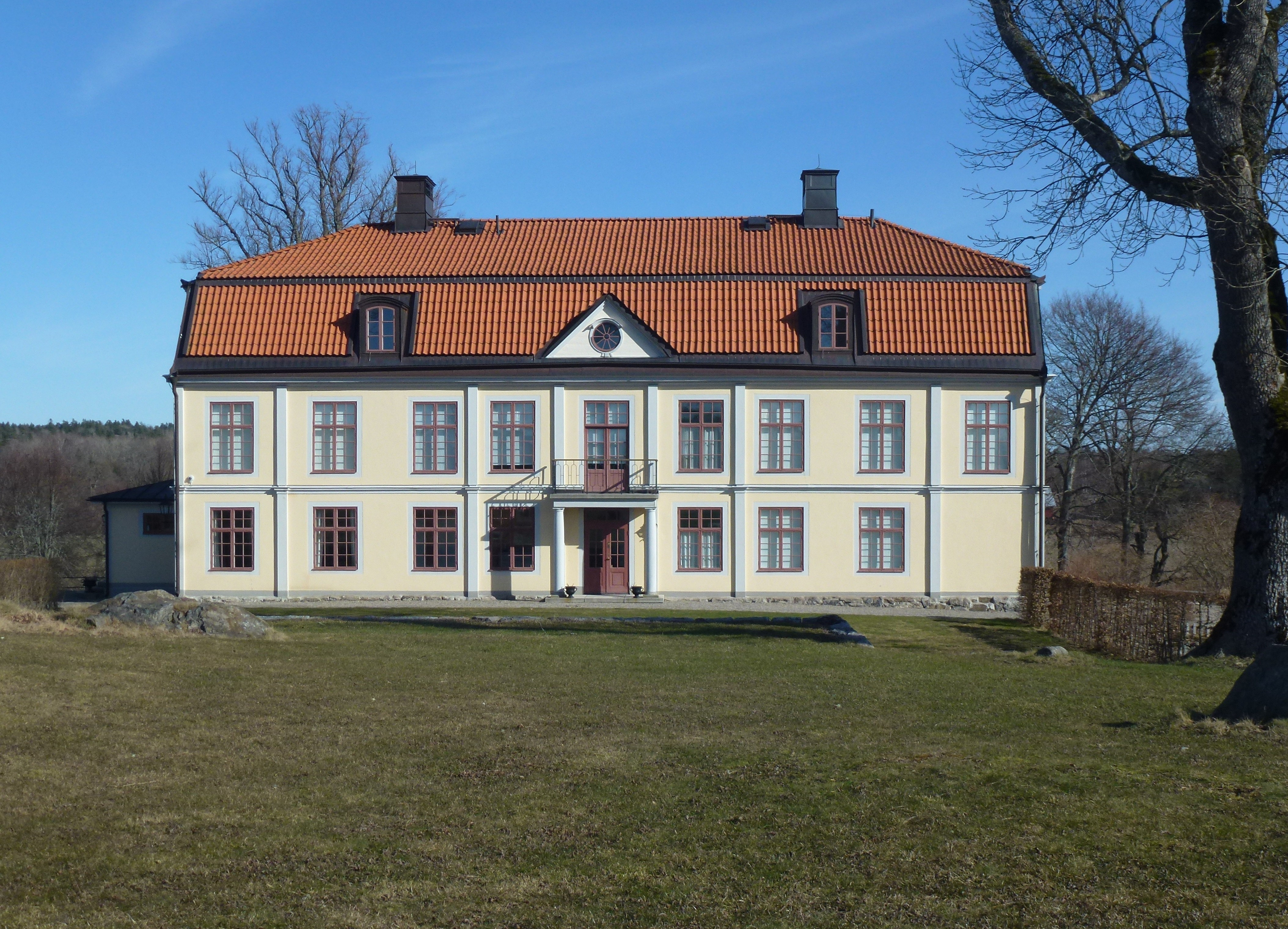
Huvudbyggnad mot sydväst
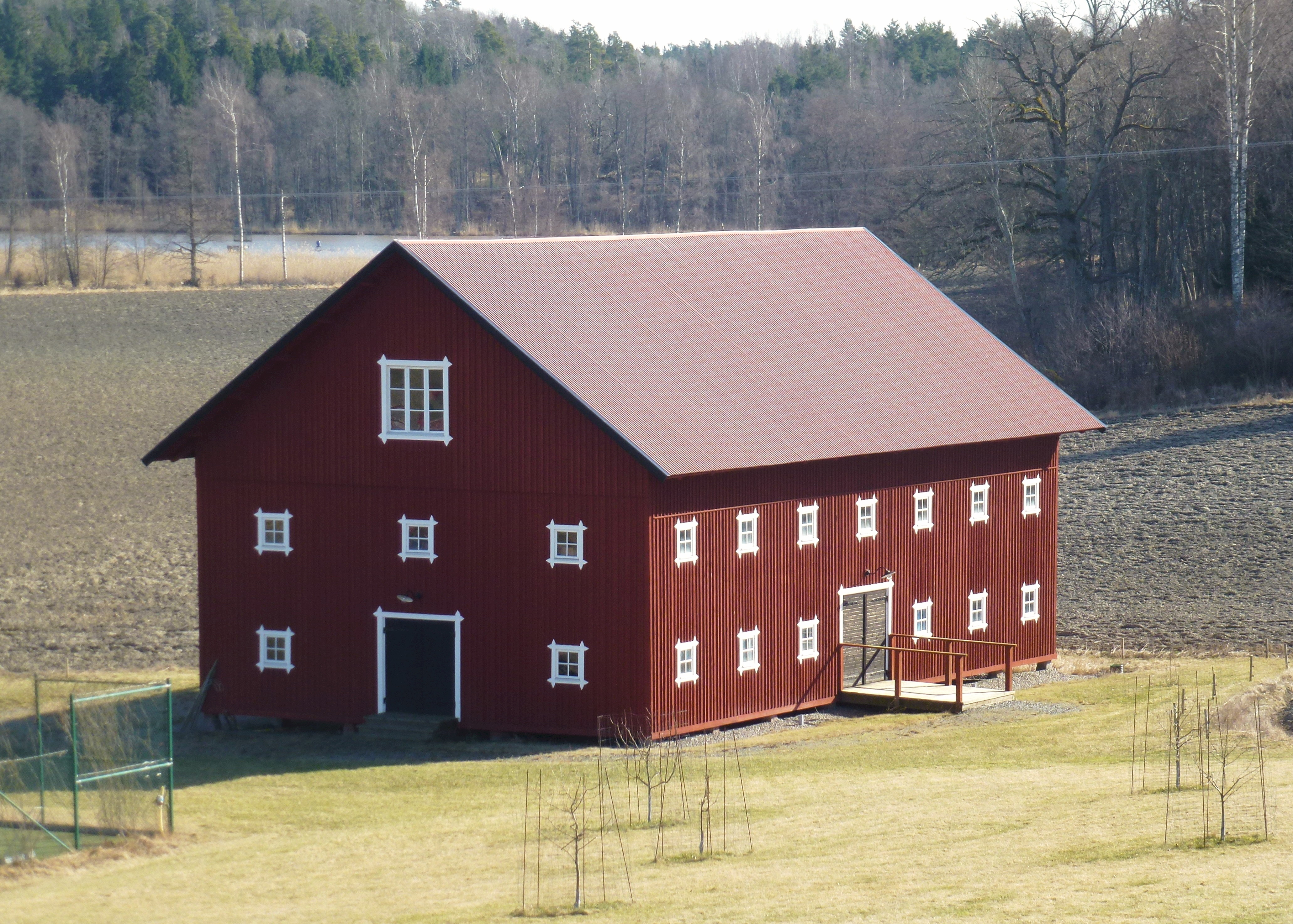
Ladugård, sjön Maren i bakgrunden
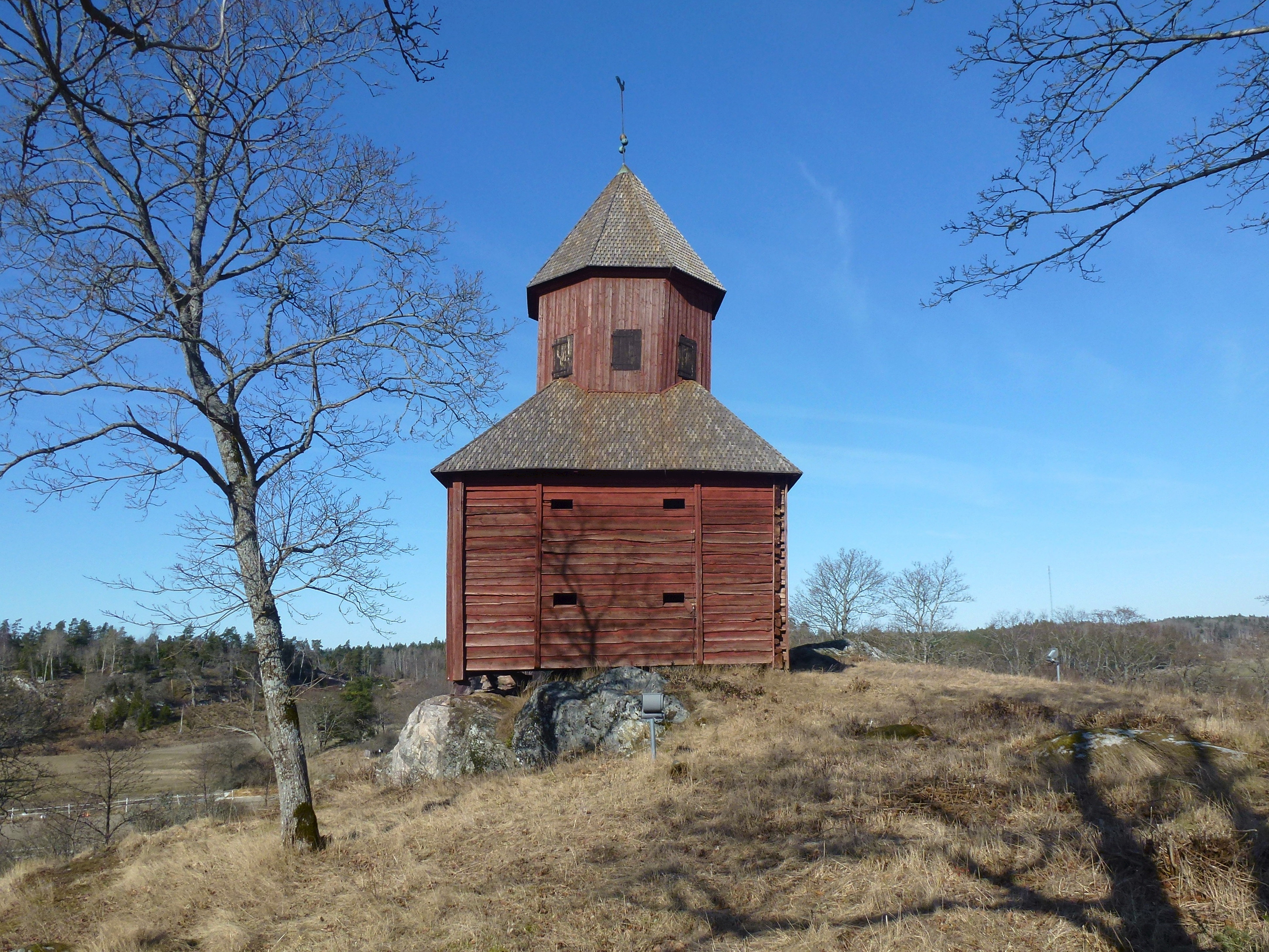
Fatbur på sin kulle
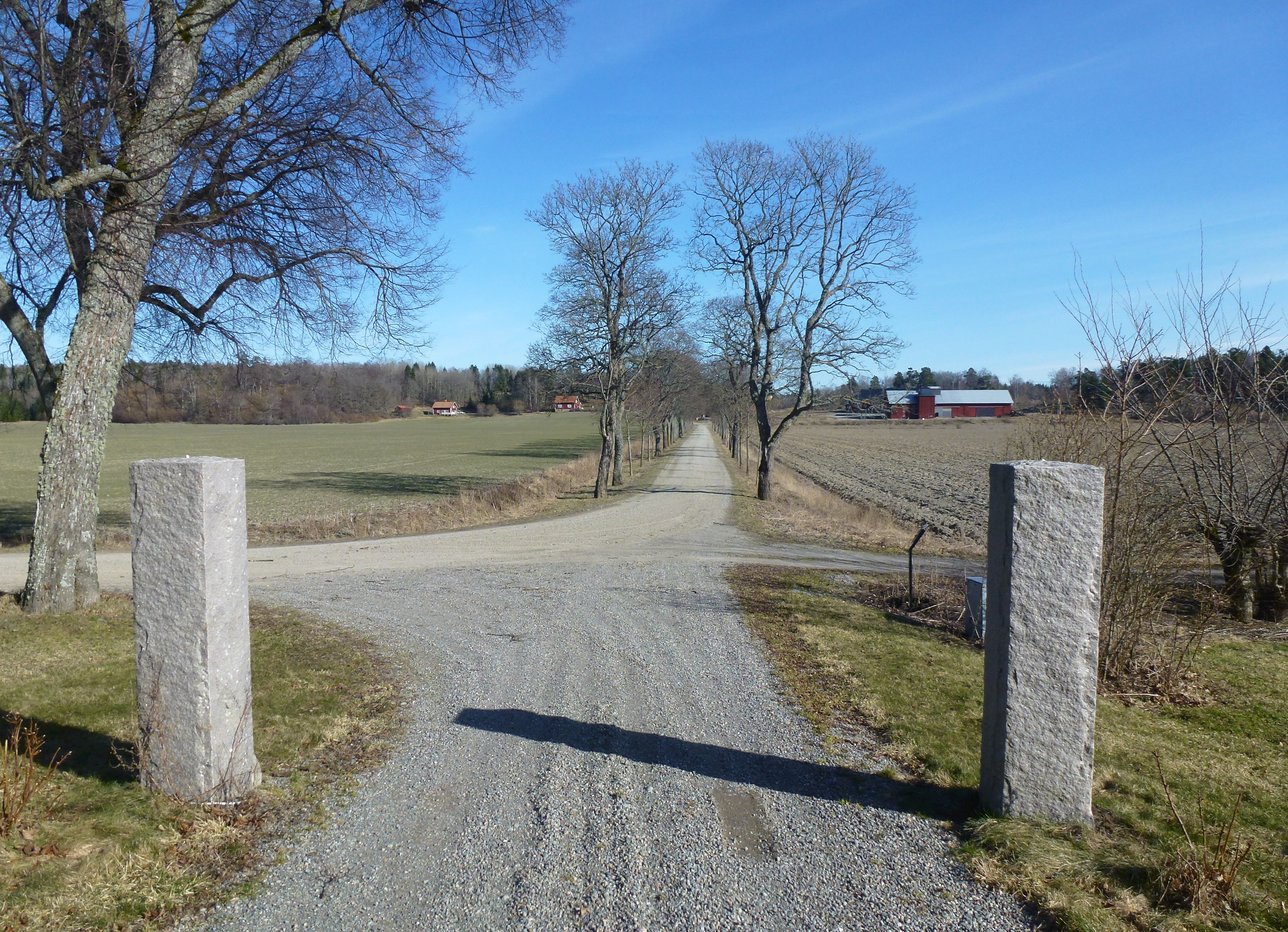
Allén, vy mot öster